# Alžběta Dědová
Alžběta Dědová (Benešov, 29 de agosto de 2002) es una deportista checa que compite en tiro, en la modalidad de pistola.
En los Juegos Europeos de Cracovia 2023 consiguió una medalla de plata en la prueba de pistola rápida de fuego 25 m mixto. Ganó una medalla de plata en el Campeonato Europeo de Tiro de 2022, en la misma prueba.

## Palmarés internacional
| Juegos Europeos    | Juegos Europeos     | Juegos Europeos  | Juegos Europeos                    |
| Año                | Lugar               | Medalla          | Prueba                             |
| ------------------ | ------------------- | ---------------- | ---------------------------------- |
| 2023               | Breslavia (Polonia) | Medalla de plata | Pistola rápida de fuego 25 m mixto |
| Campeonato Europeo |                     |                  |                                    |
| Año                | Lugar               | Medalla          | Prueba                             |
| 2022               | Breslavia (Polonia) | Medalla de plata | Pistola rápida de fuego 25 m mixto |